# Luvianos
Luvianos é um município do estado do México, no México.